# Euceros incisurae
Euceros incisurae là một loài tò vò trong họ Ichneumonidae.